# Nord-Sel
Nord-Sel (eller Sel) är en kyrkby och tidigare tätort i Sels kommun i Innlandet fylke i Norge. Orten ligger vid Dovrebanan i Gudbrandsdalen, där fylkesväg 2614 möter fylkesväg 2620, vid sidan av Europaväg 6 och Gudbrandsdalslågen. Här finns Nord-Sels kyrka.
Tidigare har orten tillhört dåvarande Vågå kommun, därefter har den utgjort centralort i Sels kommun innan Otta valdes som ny centralort. 
Sedan 2017 räknas orten inte längre som en tätort.